# دنی کانتونو
دنی کانتونو (انگلیسی: Denny Kantono؛ زادهٔ ۱۲ ژانویهٔ ۱۹۷۰) بدمینتون‌باز اهل اندونزی است.